# Oslomet
Die Oslomet – storbyuniversitetet (deutsch Oslomet – Metropoluniversität, englisch Oslo Metropolitan University) ist eine staatliche Universität in Oslo und Akershus. Sie ging aus der Hochschule Oslo und Akershus (norwegisch: Høgskolen i Oslo og Akershus) hervor, die 2018 den Status einer Universität erhielt. Sie hat etwa 22.000 Studenten und 2100 Angestellte. Sie ist nicht mit der älteren Universität Oslo (gegründet 1811) zu verwechseln.
Die Hochschule Oslo und Akershus entstand 2011 aus dem Zusammenschluss der Hochschule Oslo und der Hochschule Akershus. Die beiden Hochschulen entstanden 1994 aus einem Zusammenschluss mehrerer Hochschulen in Oslo. Ab 2014 fusionierte die Hochschule mit mehreren Forschungsinstituten in Oslo.
Ein großer Teil der Universität ist in einer ehemaligen Brauerei im Zentrum von Oslo untergebracht.
Die Universität ist Partnerhochschule der Hochschule Ansbach, Hochschule für Technik und Wirtschaft Dresden und Technische Hochschule Ingolstadt.

## Organisation
Die Metropoluniversität Oslo umfasst die folgenden Fakultäten:
- Fakultät für Gesundheitswissenschaften
- Fakultät für Erziehungswissenschaften und internationale Studien
- Fakultät für Sozialwissenschaften
- Fakultät für Technologie, Kunst und Design

## Siehe auch

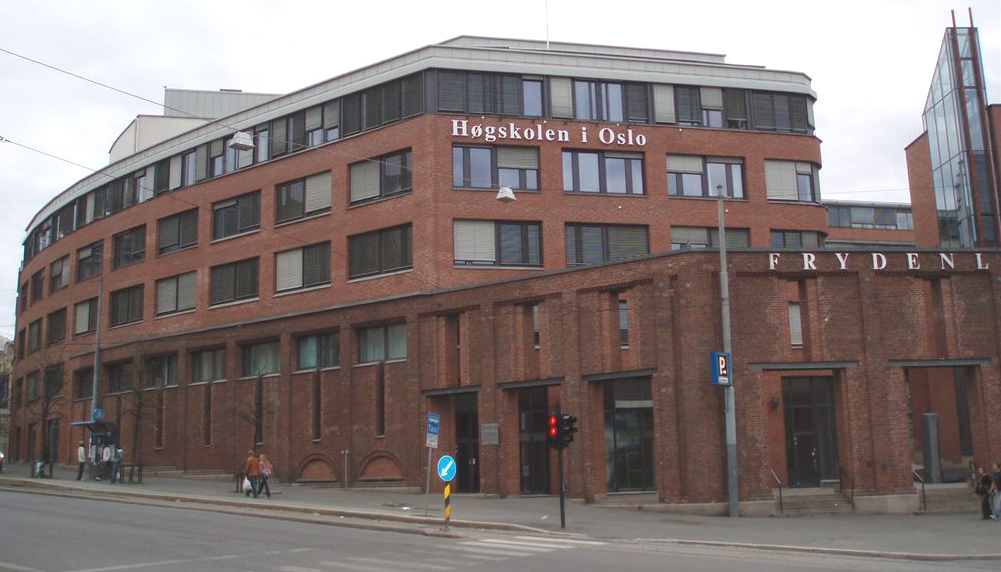